# کینگز آو لئون
کینگز او لئون (به انگلیسی: Kings of Leon) یک گروه آلترنتیو راک آمریکایی است که در سال ۲۰۰۰ در تنسی شکل گرفت.
اعضای گروه را برادران فالویل -ناتن، کلب، جرد- و پسرعموی‌شان متیو فالویل تشکیل می‌دهند. نام گروه از اسم پدر و پدربزرگ برادران فالویل گرفته شده که هردو نام‌شان لئون بوده‌است.

آلبوم‌های کینگز او لئون تا به امروز، در اروپا(بخصوص در بریتانیا و ایرلند) از آمریکا موفق‌تر بوده‌است. آن‌ها در سال ۲۰۰۸ نامزد دریافت ۴ جایزهٔ گرمی بودند و برای تک‌آهنگ «Sex on Fire» برندهٔ گرمی «بهترین اجرای راک دونفره یا گروهی با آواز» شدند.

## اعضا
- کلب فالویل(زادهٔ ۱۹۸۲): آواز و ریتم گیتار
- متیو فالویل(زادهٔ ۱۹۸۴): گیتار الکتریک و هم‌آوایی
- جرد فالویل(زادهٔ ۱۹۸۶): گیتار بیس و هم‌آوایی
- ناتن فالویل(زادهٔ ۱۹۷۹):درامز و هم‌آوایی

## آلبوم‌ها
| نام آلبوم                  | سال انتشار |
| ۱. Youth and Young Manhood | ۲۰۰۳       |
| ۲. Aha Shake Heartbreak    | ۲۰۰۴       |
| ۳. Because of the Times    | ۲۰۰۷       |
| ۴. Only by the Night       | ۲۰۰۸       |
| ۵. Come Around Sundown     | ۲۰۱۰       |